# 青笹站
青笹站（日语：／ Aozasa eki */?）是一個位於岩手縣遠野市青笹町青笹，屬於東日本旅客鐵道（JR東日本）釜石線的鐵路車站。

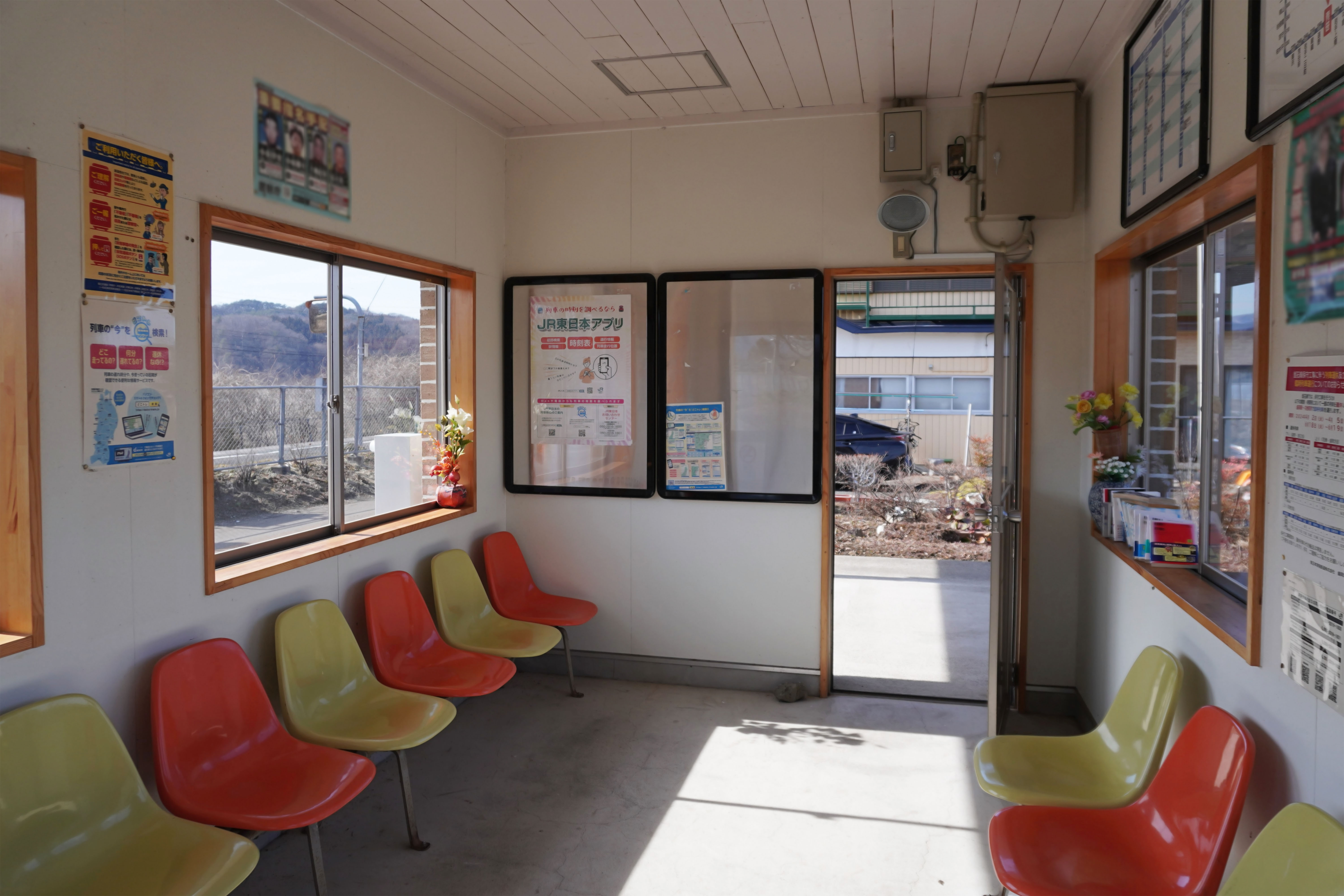
候車室内(2024年3月)

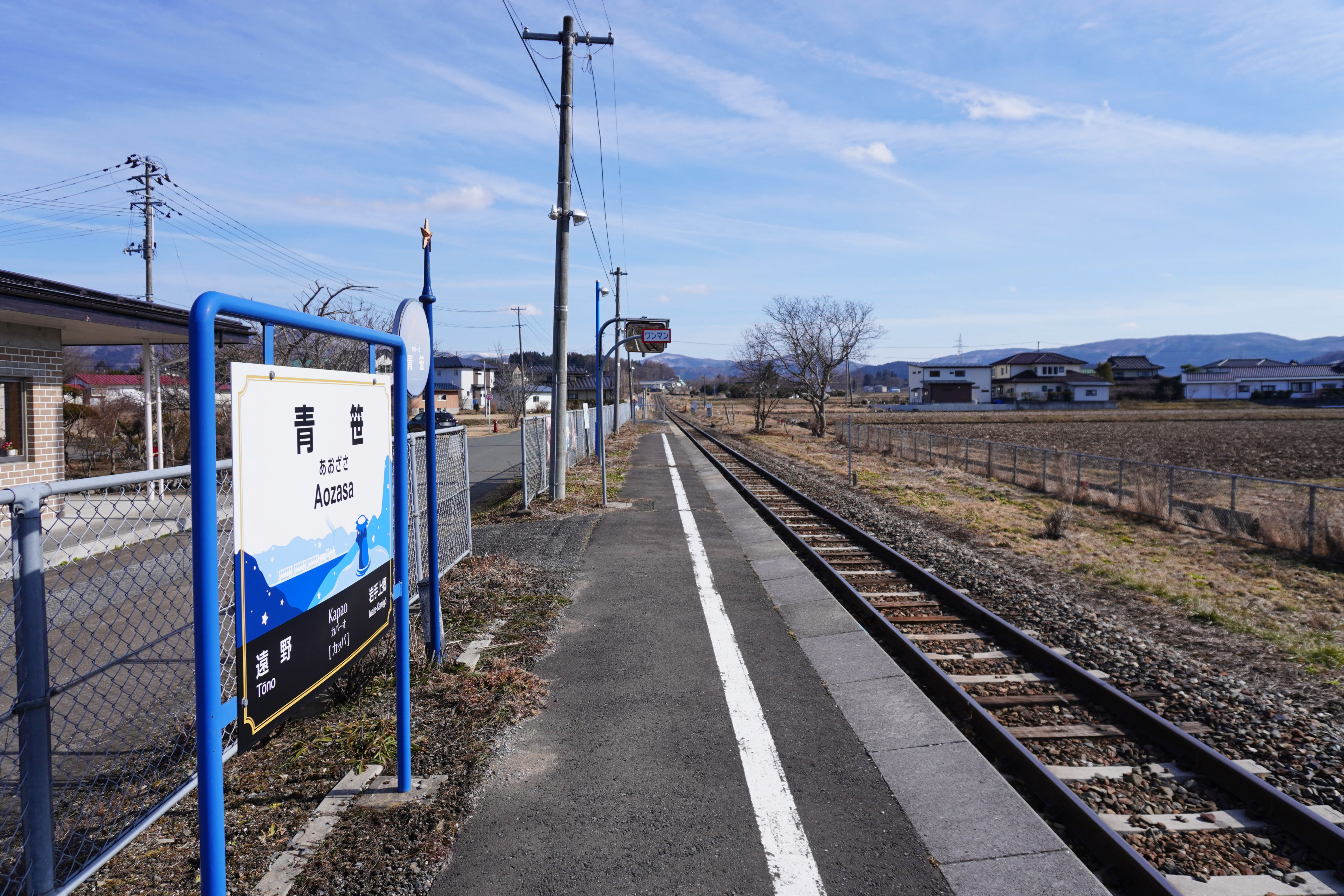
月台(2024年3月)

## 車站結構
側式月台1面1線的地面車站。遠野站管理的無人站。

## 相鄰車站
東日本旅客鐵道
■釜石線
快速「濱百合」
通過
普通
遠野－青笹－岩手上鄉